# Tag des Gesundheitswesens
Der Tag des Gesundheitswesens war ein Ehrentag in der Deutschen Demokratischen Republik. Dieser Ehrentag für Mitarbeiter im Gesundheitswesen der DDR wurde jährlich am 11. Dezember, dem Geburtstag Robert Kochs, begangen. Am 16. Dezember 1960 beschloss das Politbüro des Zentralkomitees der Sozialistischen Einheitspartei Deutschlands (SED): 

„Zur Anerkennung hervorragender Leistungen der Mitarbeiter des Gesundheitswesens hält es das Politbüro für notwendig: [...] jährlich den 11. Dezember, den Geburtstag Robert Kochs, als „Tag des Gesundheitswesens“ zu begehen“

Am Tag des Gesundheitswesens wurden alljährlich herausragende Mediziner, Pharmazeuten und Mitarbeiter im Gesundheitswesen ausgezeichnet. So wurde beispielsweise Ehrentitel wie Verdienter Arzt des Volkes, Verdienter Mitarbeiter des Gesundheitswesens, Medizinalrat, Sanitätsrat und Pharmazierat oder staatliche Auszeichnungen wie die Hufeland-Medaille und die Medaille für treue Dienste im Gesundheits- und Sozialwesen in der Folge alljährlich am 11. Dezember und in zentralen Feierstunden verliehen.